# Charles Poncy
Louis Charles Poncy, född den 2 april 1821 i Toulon, död där 1891, var en fransk skald. 
Poncy var murare, då han, inspirerad av Racine, började dikta. Han uppträdde först med de enkla och melodiska sångerna Mannes (1842) samt Le chantier (1844). Beskyddad av Villemain, Arago, George Sand och Béranger, förmåddes han lämna muraryrket och sattes 1850 till sekreterare vid handelskammaren i Toulon. Samma år utkom hans diktkrans La chanson de chaque métier och sedermera Contes et nouvelles (4 band, 1868–1873), Poésies (5 band, 1868) med mera.